# 미즈노 다다노리 (1851년)

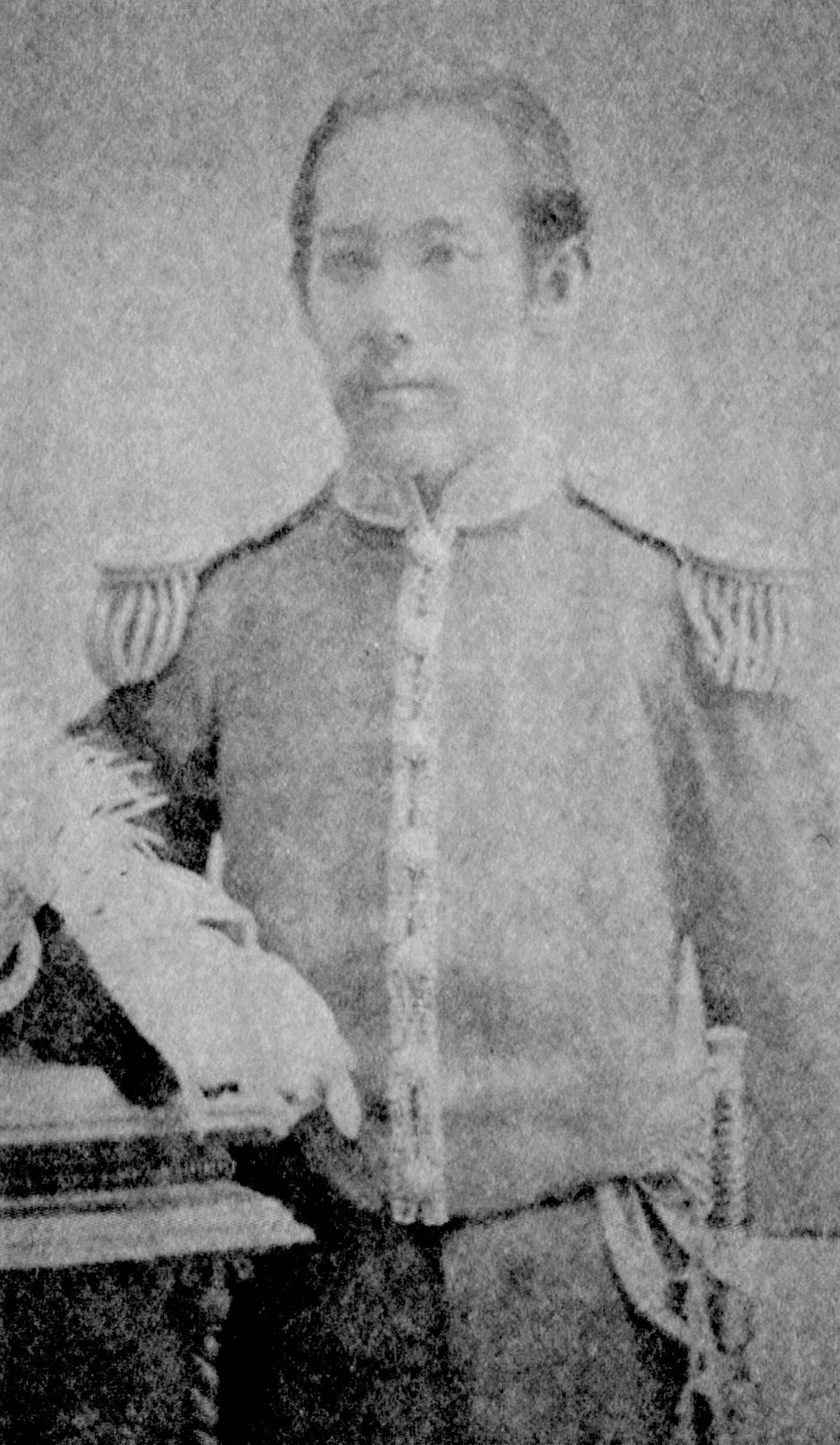
미즈노 다다노리

미즈노 다다노리(일본어: 水野忠敬, 1851년 8월 6일 ~ 1907년 8월 17일)는 스루가 누마즈 번 마지막 번주, 가즈사 기쿠마번주를 지냈다. 누마즈 번 미즈노가(沼津藩水野家) 제15대 당주.
| 전임 미즈노 다다노부 | 제8대 누마즈 번 번주 (미즈노가) 1866년 ~ 1868년 | 후임 슨푸번에 편입 |

|  | 기쿠마번 번주 (미즈노가) 1868년 ~ 1871년 | 후임 폐번치현 |